# 1974-es labdarúgó-világbajnokság-selejtező
Az 1974-es labdarúgó-világbajnokság selejtezőire 99 ország válogatottja adta be nevezését, a végső tornán azonban csak 16 csapat vehetett részt. A házigazda NSZK és a címvédő Brazília automatikusan résztvevője volt a tornának. Rajtuk kívül tehát még 14 hely volt kiadó.
A maradék 14 helyre a következők szerint lehetett bejutni:
- Európa (UEFA): 32 ország 9,5 továbbjutó helyre, 1 automatikus: NSZK + 8,5 hely.
- Dél-Amerika: (CONMEBOL): 9 ország 3,5 továbbjutó helyre, 1 automatikus: Brazília + 2,5 hely.
- Észak, Közép-Amerika és a Karibi zóna (CONCACAF): 14 ország 1 továbbjutó helyre.
- Afrika (CAF): 24 ország 1 továbbjutó helyre.
- Ázsia és Óceánia (AFC/OFC): 18 ország 1 továbbjutó helyre.

Végül 90 ország válogatottja lépett pályára, összesen 226 mérkőzést rendeztek, ezeken 620 gól esett, ami meccsenként 2,74-es gólátlagot jelentett.
A selejtezők sorsolását 1971. július 17-én tartották Düsseldorfban.

## Területi zónák
- Európa (UEFA)

Kiemelés
A csapatokat a sorsolás előtt négy kalapba osztották.
| Csapat        |
| ------------- |
| Olaszország   |
| Anglia        |
| Csehszlovákia |
| Belgium       |
| Románia       |
| Szovjetunió   |
| Svédország    |
| Bulgária      |
| Jugoszlávia   |

| Csapat        |
| ------------- |
| Portugália    |
| Spanyolország |
| Franciaország |
| NDK           |
| Dánia         |
| Lengyelország |
| Svájc         |
| Hollandia     |
| Magyarország  |

| Csapat         |
| -------------- |
| Észak-Írország |
| Ausztria       |
| Írország       |
| Törökország    |
| Wales          |
| Norvégia       |
| Skócia         |
| Görögország    |
| Albánia        |

| Csapat     |
| ---------- |
| Finnország |
| Luxemburg  |
| Málta      |
| Izland     |
| Ciprus     |

Továbbjutók
1. csoport -  Svédország jutott ki a vb-re.
2. csoport -  Olaszország jutott ki a vb-re.
3. csoport -  Hollandia jutott ki a vb-re.
4. csoport -  NDK jutott ki a vb-re.
5. csoport -  Lengyelország jutott ki a vb-re.
6. csoport -  Bulgária jutott ki a vb-re.
7. csoport -  Jugoszlávia jutott ki a vb-re.
8. csoport -  Skócia jutott ki a vb-re.
9. csoport - A  Szovjetunió UEFA/CONMEBOL interkontinentális pótselejtezőt játszhatott.
- Dél-Amerika (CONMEBOL)

1. csoport -  Uruguay jutott ki a vb-re.
2. csoport -  Argentína jutott ki a vb-re.
3. csoport -  Chile UEFA/CONMEBOL interkontinentális pótselejtezőt játszhatott.
- Észak, Közép-Amerika és a Karibi zóna (CONCACAF)

 Haiti jutott ki a vb-re.
- Afrika (CAF)

 Zaire jutott ki a vb-re.
- Ázsia és Óceánia (AFC & OFC)

 Ausztrália jutott ki a vb-re.

## Interkontinentális pótselejtező
Az európai és a Dél-amerikai zóna 1–1 továbbjutója oda-vissza mérkőzhetett meg egymással a világbajnoki szereplést jelentő helyért.
| 1973. szeptember 26. |

| Szovjetunió | 0–0 | Chile |
| ----------- | --- | ----- |
|             |     |       |

| Moszkva, Szovjetunió |

| 1973. november 21. |

| Chile | Elmaradt | Szovjetunió |
| ----- | -------- | ----------- |
|       |          |             |

| Santiago, Chile |

Chile jutott ki a világbajnokságra, miután a moszkvai 0–0-s döntetlent követően a Szovjetunió nem volt hajlandó pályára lépni a visszavágón. Ennek oka, hogy ez idő tájt katonai puccs tört ki Chilében és forradalmi hangulat uralkodott az egész országban.

## Továbbjutó országok

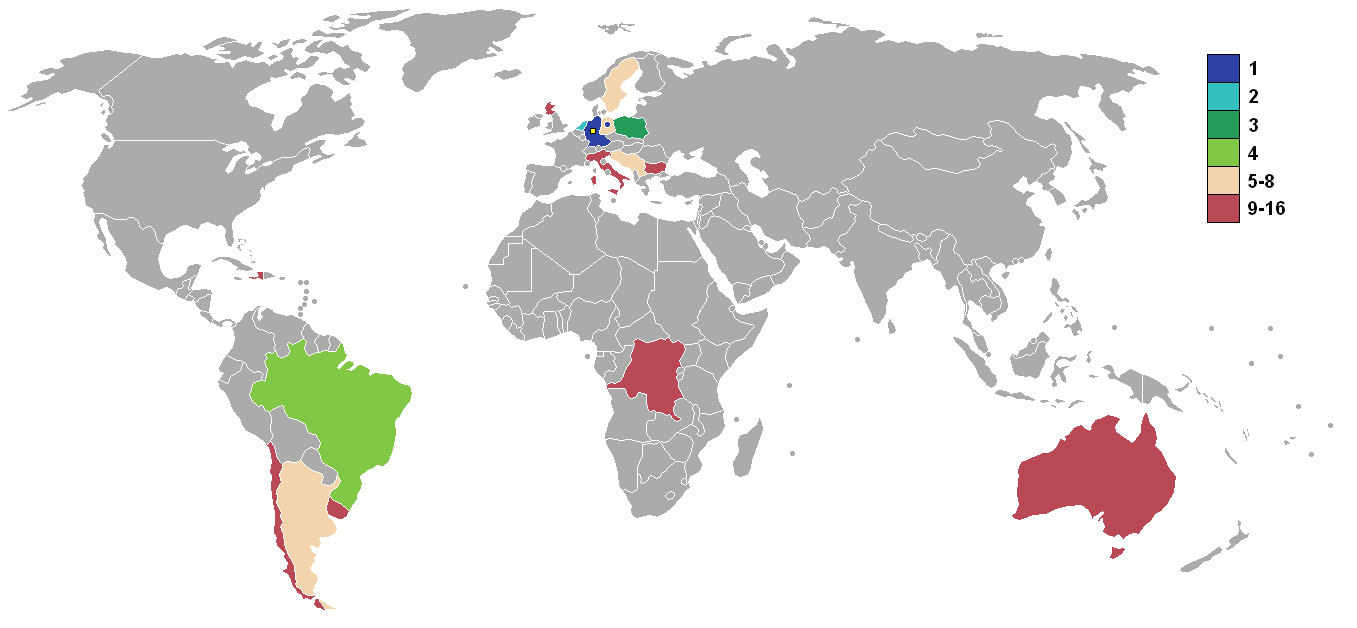
Részt vevő országok

A következő 16 válogatott jutott ki az 1974-es labdarúgó-világbajnokságra:
| Válogatott    | Világbajnoki szereplések | Egymás utáni világbajnoki szereplés | Utolsó világbajnoki szereplés |
| ------------- | ------------------------ | ----------------------------------- | ----------------------------- |
| Argentína     | 6.                       | 1                                   | 1966                          |
| Ausztrália    | 1.                       | 1                                   | –                             |
| Brazília (c)  | 10.                      | 10                                  | 1970                          |
| Bulgária      | 4.                       | 4                                   | 1970                          |
| Chile         | 5.                       | 1                                   | 1966                          |
| Haiti         | 1.                       | 1                                   | –                             |
| Hollandia     | 3.                       | 1                                   | 1938                          |
| Jugoszlávia   | 6.                       | 1                                   | 1962                          |
| Lengyelország | 2.                       | 1                                   | 1938                          |
| NDK           | 1.                       | 1                                   | –                             |
| NSZK (r)      | 8.                       | 6                                   | 1970                          |
| Olaszország   | 8.                       | 4                                   | 1970                          |
| Skócia        | 3.                       | 1                                   | 1958                          |
| Svédország    | 6.                       | 2                                   | 1970                          |
| Uruguay       | 7.                       | 4                                   | 1970                          |
| Zaire         | 1.                       | 1                                   | –                             |

(r) - rendezőként automatikus résztvevő
(c) - címvédőként automatikus résztvevő

## Érdekességek
- Először alkalmazták a gólkülönbség szabályt a rangsorolásnál és az oda-visszavágós párharcok során az összesítésnél is.
- Ausztrália volt ez első ország az óceániai zónából mely részt vett világbajnokságon.

## Külső hivatkozások
- Az 1974-es VB selejtezői a FIFA honlapján Archiválva 2012. március 6-i dátummal a Wayback Machine-ben
- Az 1974-es VB selejtezői a RSSSF honlapján